# Norops polylepis
Norops polylepis este o specie de șopârle din genul Norops, familia Polychrotidae, descrisă de Peters 1874. Conform Catalogue of Life specia Norops polylepis nu are subspecii cunoscute.